# Rick van der Linden

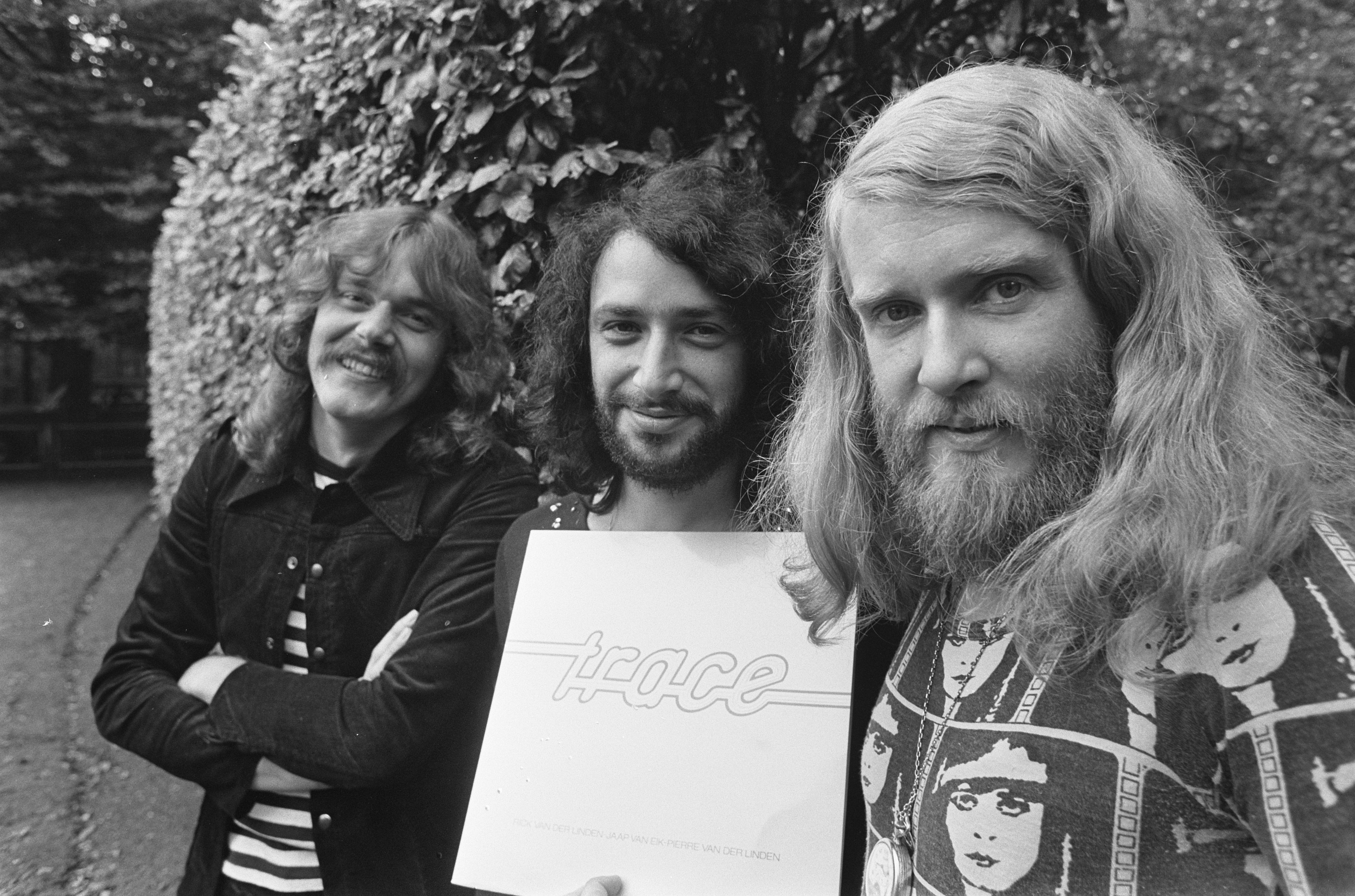
Rick van der Linden (till höger, 1974)

Rick van der Linden, född 5 augusti 1946 i Badhoevedorp, Nederländerna, död 22 januari 2006 i Groningen, Nederländerna, var en nederländsk musiker, mest känd som medlem i gruppen Ekseption. Han växte upp i Haarlem.